# WOIS
WOIS (ros. ВОИС, Всероссийское Общество Интеллектуальной Собственности, pol. Ogólnorosyjskie Stowarzyszenie Własności Intelektualnej) – organizacja zbiorowego zarządzania prawami pokrewnymi do praw autorskich z siedzibą w Moskwie.
Liczy ponad 4 tysiące członków: artystów wykonawców i producentów fonogramów.